# Afton Williamson
Afton Williamson (Toledo, 7 de septiembre de 1984) es una actriz estadounidense, conocida por su papel protagonista de la oficial de policía Talia Bishop en la serie de ABC The Rookie y como la asistente del fiscal de distrito Alison Medding en la serie original de Cinemax Banshee.

## Biografía
Nació el 7 de septiembre de 1984, en la localidad de Toledo en el estado de Ohio (Estados Unidos). Obtuvo una licenciatura en Bellas Artes en la Universidad de Míchigan Oriental y un máster en Bellas Artes en el Festival Shakespeare de Alabama.

### Carrera
Comenzó su carrera como suplente de Kerry Washington en la obra de Broadway de 2010 Race antes de suceder a Washington en el papel de Susan. Más tarde hizo su debut en televisión apareciendo en un episodio de The Good Wife. Posteriormente, trabajó como estrella invitada en diferentes seres de televisión, entre las que caben destacarː Law & Order: Special Victims Unit, Blue Bloods y Elementary. Tuvo papeles recurrentes en el drama de CBS A Gifted Man de 2011 a 2012 como Autumn, y en la primera temporada de la serie de televisión Nashville como Makena. De 2014 a 2015, tuvo un papel regular en la serie original de la cadena Cinemax Banshee. Hizo su debut en la pantalla grande en el drama Pariah (2011) dirigida y escrita por Dee Rees.
En 2016, interpretó el papel principal en la serie dramática de VH1 The Breaks. ese mismo año, interpretó a la oficial Wiggins en la miniserie de HBO The Night Of.

### Papel y acusaciones en la serieThe Rookie
En 2018, Williamson actuó en la serie dramática de ABC The Rookie. En 2019, abandonó el programa tras denunciar discriminación racial, acoso sexual y agresión. Anteriormente el sitio web TVLine había informado que Williamson, quien interpretó a Talia Bishop en la serie, no regresaría para la segunda temporada. Si bien el medio inicialmente afirmó que la separación fue amistosa, Williamson, en una larga publicación de Instagram, declaró que había dejado la serie debido a que «experimentó discriminación racial, comentarios racistas inapropiados por parte del departamento de peluquería». Williamson también alegó que fue acosada sexualmente por la estrella invitada Demetrius Grosse, quien interpretaba a Kevin Wolfe en un papel recurrente, así como un incidente de intimidación que se convirtió en agresión sexual en la fiesta de despedida; la jefa del departamento de peluquería fue identificada como Sallie Ciganovich. Williamson también afirmó que había acudido a los showrunners varias veces con estas acusaciones, pero fue ignorada.
Todos los involucrados en las acusaciones las negaron. Se encargó una investigación a través de la firma de abogados Mitchell Sillerberg y Knupp junto con una firma de terceros, EXTTI, que realizó casi 400 horas de entrevistas y examinó videos y otras pruebas. Los resultados de la investigación se publicaron el 17 de septiembre de 2019 y concluyó que no había forma de demostrar lo que afirmaba la actriz y que no había nada que sostuviera su versión de los hechos. Williamson se mantuvo firme en sus afirmaciones, calificando los resultados de la investigación como «desgarradores» y postuló que los productores habían mentido para encubrir la verdad de lo sucedido.

## Filmografía

### Cine
| Año  | Título                            | Papel           | Director      | Notas     |
| ---- | --------------------------------- | --------------- | ------------- | --------- |
| 2011 | Pariah                            | Mika            | Dee Rees      |           |
| 2012 | Man on a Ledge                    | Janice Ackerman | Asger Leth    |           |
| 2012 | Abducted: The Carlina White Story | Cassandra       |               | Telefilme |
| 2018 | Write When You Get Work           | Valamy Vega     | Stacy Cochran |           |
| 2019 | Otherhood                         | Julia           | Cindy Chupack |           |
| 2020 | Still Here                        | Tiffany Watson  | Vlad Feier    |           |

### Televisión
| Año       | Título                            | Papel                 | Notas                                             |
| --------- | --------------------------------- | --------------------- | ------------------------------------------------- |
| 2010      | Da Brick                          | Rachel                | Episodio piloto                                   |
| 2010      | The Good Wife                     | Yarissa Morgan        | Episodio: «Bad Girls«                             |
| 2011      | Law & Order: Special Victims Unit | Isabelle Wright       | Episodio: «Reparations»                           |
| 2011      | Homeland                          | Helen Walker          | 3 episodios (acreditada como Afton C. Williamson) |
| 2011-2012 | A Gifted Man                      | Autumn                | 9 episodios                                       |
| 2012      | Blue Bloods                       | Oficial Pérez         | Episodio: «No Questions Asked»                    |
| 2012      | Royal Pains                       | Heather Small         | Episodio: «Business & Pleasure»                   |
| 2012      | Nashville                         | Makena                | 3 episodios                                       |
| 2013-2015 | The Following                     | Haley Mercury / Kate  | 2 episodios                                       |
| 2014-2015 | Banshee                           | Alison Medding        | 8 episodios                                       |
| 2015      | Elementary                        | Shauna Scott          | Episodio: «The Best Way Out Is Always Through»    |
| 2015-2016 | Blindspot                         | Kara Sloane           | 2 episodios                                       |
| 2016      | The Night Of                      | Oficial Wiggins       | 5 episodios                                       |
| 2017      | The Breaks                        | Nikki                 |                                                   |
| 2018      | Shades of Blue                    | Katie Myers           | 7 episodios                                       |
| 2018      | Bull                              | ADA Gabrielle Ramsden | Episodio: «Witness for the Prosecution»           |
| 2018      | The Blacklist                     | Lulu                  | Episodio: «The Apothecary»                        |
| 2018-2019 | The Rookie                        | Talia Bishop          | Papel principal (temporada 1); 20 episodios       |